# Королюк Юрій Вікторович
Юрій Вікторович Королюк (біл. Юрый Віктаравіч Каралюк; нар. 10 січня 1990, Берестя, Білоруська РСР, СРСР) — білоруський футболіст, нападник.

## Клубна кар'єра
З 2008 року грав за берестейське «Динамо». Не потрапляв до основного складу і в 2010 році перейшов до пінської «Хвилі». Відмінно проявив себе в сезоні 2011 році, став найкращим бомбардиром Першої ліги.
У січні 2012 року підписав контракт із «Торпедо-БелАЗ». Не зміг закріпитися в основі жодинського клубу і в серпні того ж року знову опинився у Першій лізі, цього разу в оренді у мікашевицькому «Граніті».
Після закінчення сезону 2012 року повернувся до Жодино, але початок сезону 2013 року пропустив через травму. У липні 2013 року контракт із «Торпедо-БелАЗ» було розірвано, і незабаром Королюк повернувся до «Хвилі». У листопаді того ж року контракт із «Хвиляю» розірвали.
Сезон 2014 року розпочав у Другій лізі у складі «Кобрина». Однак у липні почав тренуватися з «Хвилею» і незабаром знову повернувся до пінського клубу, але вже у жовтні 2014 року залишив «Хвилю» та завершив професіональну кар'єру.

## Кар'єра в збірній
З 2011 до 2012 рік грав за молодіжну збірну Білорусі.

## Досягнення
- Найкращий бомбардир Першої ліги Білорусі: 2011 (21 гол)